# Takanobu Komiyama
Takanobu Komiyama (小宮山 尊信 Komiyama Takanobu?, nacido el 3 de octubre de 1984 en Chiba) es un futbolista japonés que se desempeña como defensa.

## Trayectoria

### Clubes
| Club                | País  | Año         |
| ------------------- | ----- | ----------- |
| Yokohama F. Marinos | Japón | 2006 - 2009 |
| Kawasaki Frontale   | Japón | 2010 - 2016 |
| Yokohama FC         | Japón | 2017        |

## Estadística de carrera

### J. League
| Club                | Año   | J. League | J. League | Copa J. League | Copa J. League | Total | Total |
| Club                | Año   | Part.     | Goles     | Part.          | Goles          | Part. | Goles |
| ------------------- | ----- | --------- | --------- | -------------- | -------------- | ----- | ----- |
| Yokohama F. Marinos | 2006  | 1         | 0         | 1              | 0              | 2     | 0     |
| Yokohama F. Marinos | 2007  | 25        | 0         | 5              | 0              | 30    | 0     |
| Yokohama F. Marinos | 2008  | 31        | 7         | 6              | 1              | 37    | 8     |
| Yokohama F. Marinos | 2009  | 28        | 3         | 9              | 0              | 37    | 3     |
| Kawasaki Frontale   | 2010  | 33        | 3         | 4              | 0              | 37    | 3     |
| Kawasaki Frontale   | 2011  | 25        | 0         | 2              | 1              | 27    | 1     |
| Kawasaki Frontale   | 2012  | 7         | 0         | 2              | 0              | 9     | 0     |
| Kawasaki Frontale   | 2013  | 10        | 0         | 1              | 0              | 11    | 0     |
| Kawasaki Frontale   | 2014  | 18        | 0         | 3              | 0              | 21    | 0     |
| Kawasaki Frontale   | 2015  | 21        | 0         | 2              | 0              | 23    | 0     |
| Kawasaki Frontale   | 2016  | 1         | 0         | 1              | 0              | 2     | 0     |
| Yokohama FC         | 2017  | 25        | 0         | -              | -              | 25    | 0     |
| Total               | Total | 225       | 13        | 36             | 0              | 261   | 13    |